# 2008 en astronautique

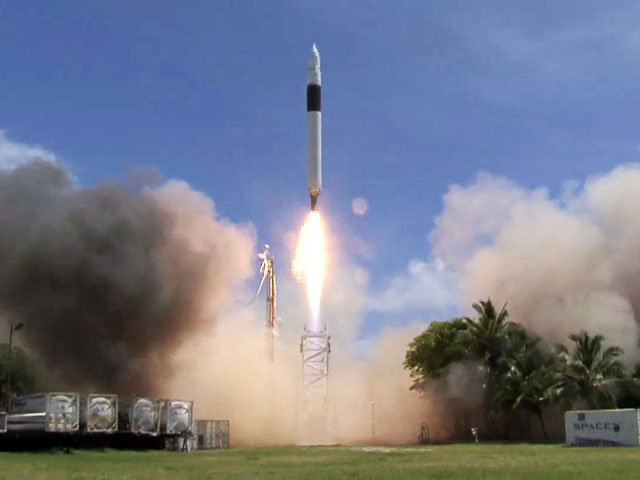
Premier lancement réussi d'une fusée Falcon 1 le 29 septembre

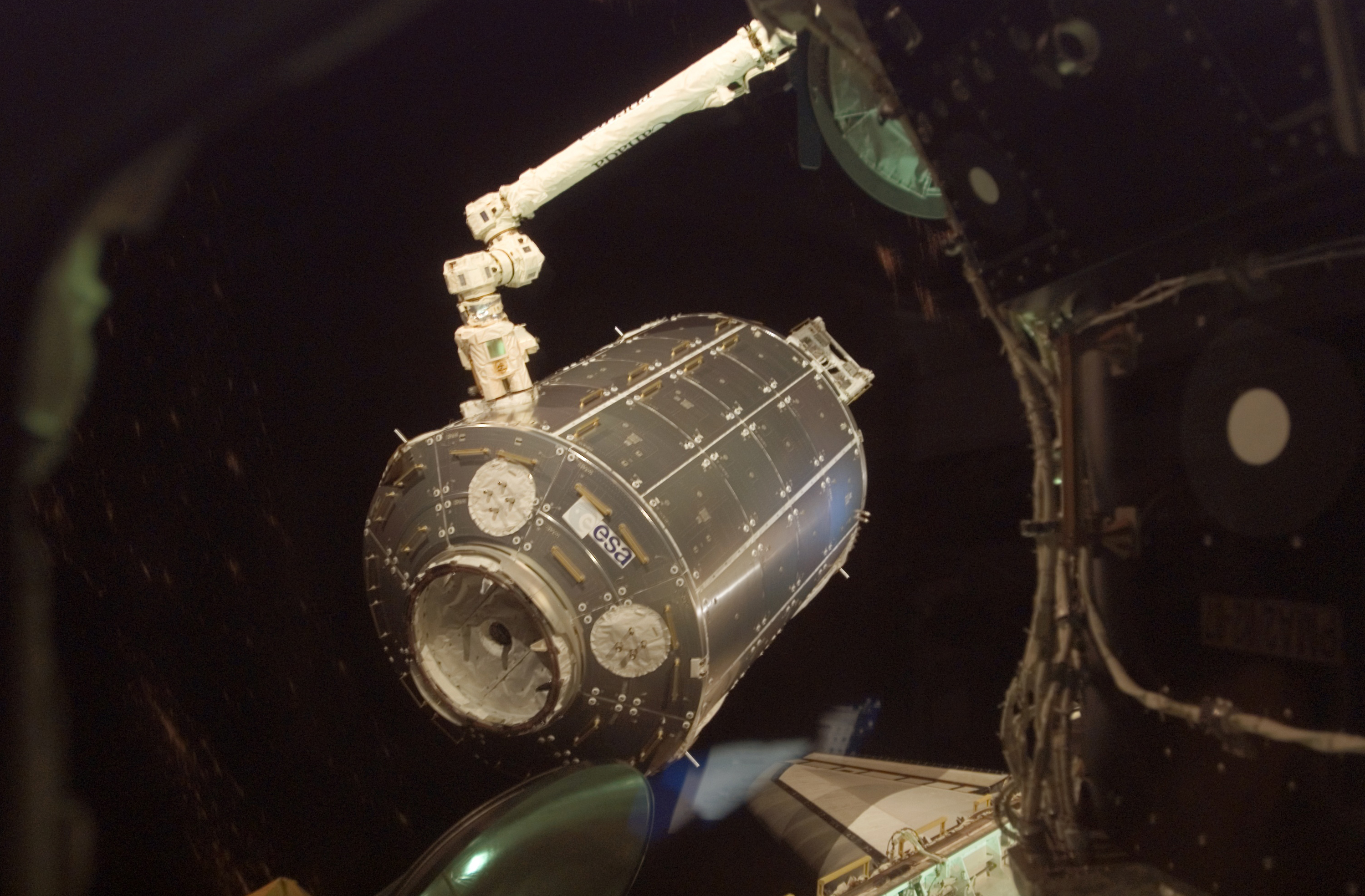
Le 11 février le laboratoire spatial européen Columbus est sorti de la soute de la navette Atlantis par le bras robotisé de la station spatiale internationale

Chronologie de l'astronautique
- 2004
- 2005
- 2006
- 2007
- 2008
- 2009
- 2010
- 2011
- 2012

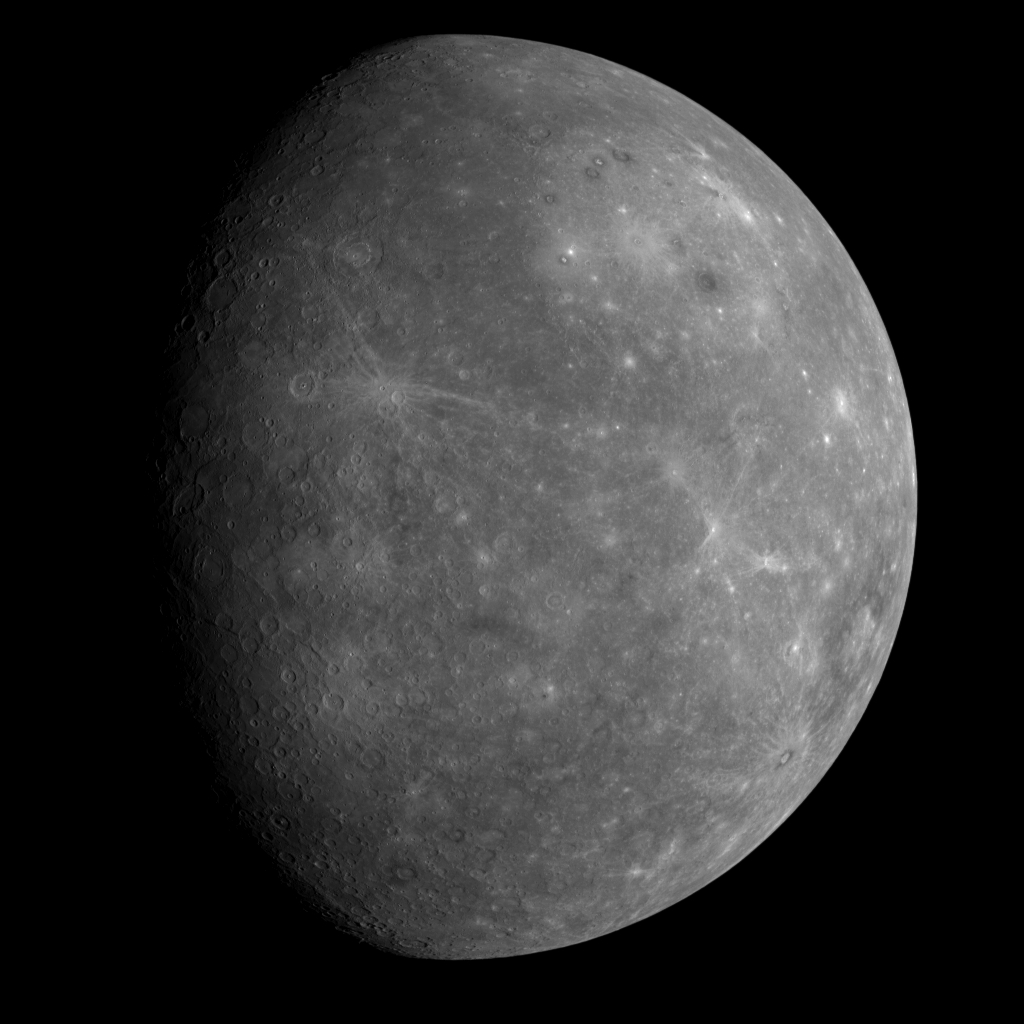
La sonde spatiale MESSENGER effectue pour la première fois une photo de la face cachée de Mercure le 14 janvier

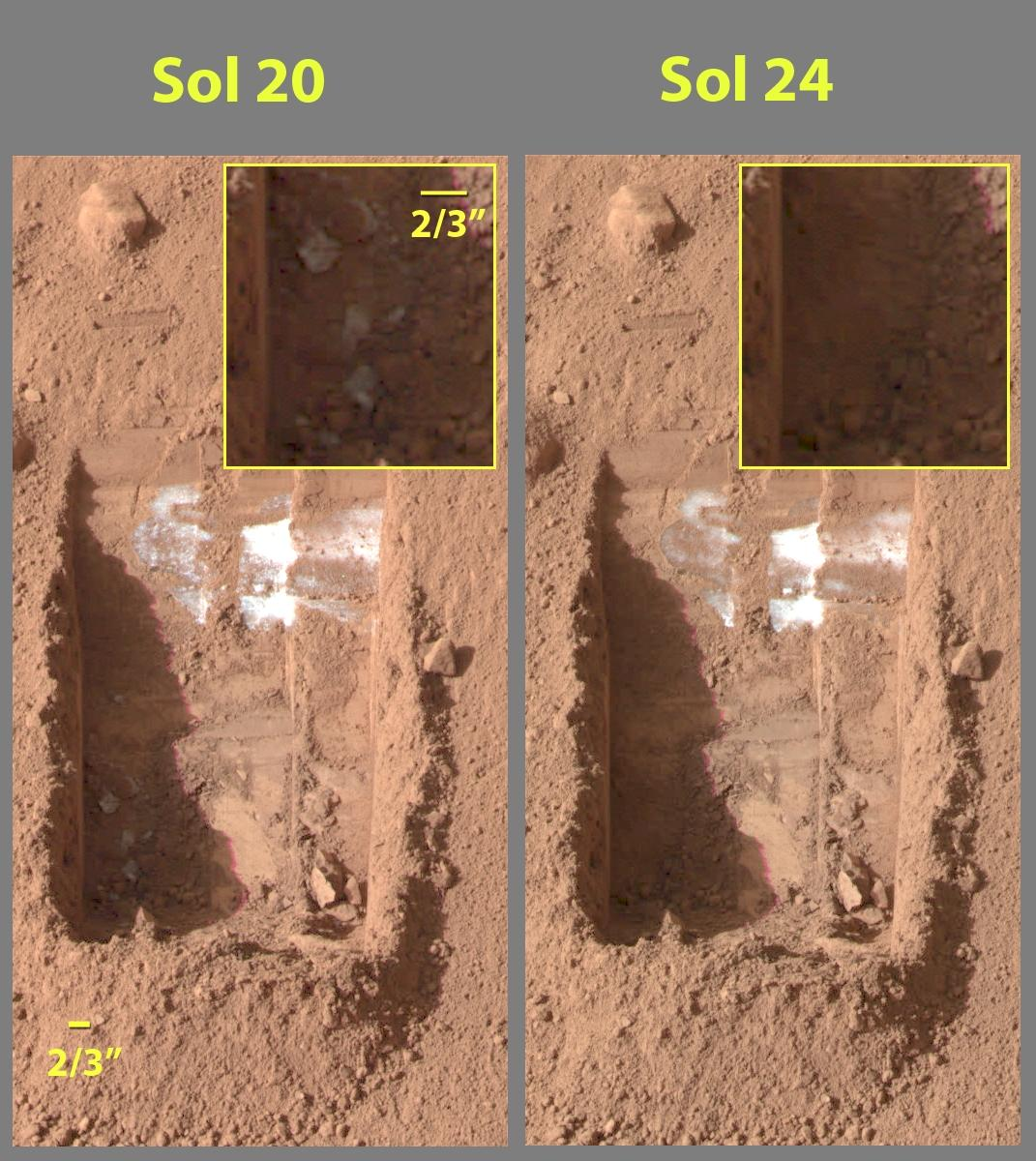
La sonde spatiale américaine Phoenix détecte la présence d'eau sur le sol martien le 15 juin

Cette page présente un récapitulatif des événements qui se sont produits pendant l'année 2008 dans le domaine de l'astronautique.
Consulter la chronologie de 2007, 2009, des autres années

## Généralités
L'année 2008 comporte plusieurs événements significatifs dans l'histoire de l'aéronautique, comme le premier survol de Mercure par une sonde depuis 1975, la découverte de glace d'eau sur Mars par la sonde Phoenix, la première sortie dans l'espace chinoise, le lancement de la première sonde d'exploration lunaire indienne et la mise en place d'une nouvelle agence spatiale intergouvernementale, la Asia-Pacific Space Cooperation Organization.
Un vol est généralement qualifié de spatial s'il franchit la ligne de Kármán, à 100 km au-dessus du niveau de la mer. En 2008, le premier vol spatial enregistré a lieu le 11 janvier, lorsqu'une fusée Black Brant est lancée sur une trajectoire suborbitale.

### Nouveaux lanceurs et nouvelles nations spatiales
Cinq lanceurs effectuent leur premier vol en 2008 : Ariane 5ES, Longue Marche 3C, Zenit-3SLB, PSLV-XL et la version opérationnelle de Falcon 1 avec un moteur Merlin-1C. Tous dérivent de systèmes préexistants. La fusée-sonde ATK Launch Vehicle est détruite après avoir dévié de sa trajectoire. En novembre, la version de base de la fusée Proton-M est retirée du service au profit d'une variante améliorée.
Les premiers satellites vietnamien et vénézuélien, Vinasat-1 et Venesat-1, sont lancés en 2008. L'Iran tente également d'effectuer son premier lancement orbital propre, mais le vol échoue en partie. SpaceX effectue le premier lancement orbital réussi d'une fusée développée et produite par des fonds privés.

### Sondes spatiales et satellites scientifiques
L'Inde lance sa première sonde lunaire, Chandrayan-1, le 22 octobre ; la sonde entre en orbite lunaire le 8 novembre. Le 16 novembre, elle libère l'impacteur Moon Impact Probe qui s'écrase à la surface de la Lune. Bien qu'aucune sonde ne soit lancée au-delà de l'orbite géostationnaire en 2008, plusieurs événements significatifs se produisent pour des missions interplanétaires lancées auparavant. MESSENGER survole Mercure en janvier et en octobre, le premier appareil à le faire depuis Mariner 10 en 1975. Cassini continue à survoler les lunes de Saturne, effectuant plusieurs survols d'Encélade, le plus proche à seulement 25 km de distance. Rosetta survole l'astéroïde (2867) Šteins. Phoenix atterrit sur Mars dans la vallée Verte et y découvre de la glace d'eau. Phoenix dépasse ses prévisions de vie de 90 jours, sa mission prenant fin le 10 novembre. La sonde Ulysses, lancée en 1990 est également placée hors service en 2008.

### Vols habités
Sept vols habités sont lancés en 2008 : un par la Chine, deux par la Russie et quatre par les États-Unis. En avril, Yi So-yeon devient la première sud-coréenne à voler dans l'espace, à bord de Soyouz TMA-12. Sur le même vol, Sergueï Volkov devient le premier cosmonaute de deuxième génération. Yi retourne sur Terre à bord de Soyouz TMA-11, mission qui manque de tourner à la catastrophe après l'échec de la séparation entre les modules de descente et de service. En septembre, la Chine procède à sa troisième mission habitée, Shenzhou 7, pendant laquelle Zhai Zhigang et Liu Boming effectuent la première sortie dans l'espace chinoise. Soyouz TMA-13, en octobre, est le centième vol du programme Soyouz à emporter un équipage.
L'assemblage de la station spatiale internationale continue avec la livraison du laboratoire européen Columbus en février par la mission STS-122 de la navette spatiale américaine. En mars, le Jules Verne, un cargo automatique de ravitaillement, est lancé. En mars également, la mission STS-123 transporte le premier composant du JEM. Cette mission marque le dernier vol du programme Spacelab, avec une l'extension Dextre. Le deuxième composant du laboratoire spatial japonais JEM est lancé en mai par la mission STS-124.

### Échecs
- Le 14 mars, un fusée Proton-M avec étage Briz-M lance le satellite AMC-14. Plusieurs heures après, le moteur de Briz-M s'éteint prématurément, laissant le satellite sur une orbite terrestre intermédiaire. Après un court conflit judiciaire, le satellite est revendu et élevé en orbite géosynchrone par ses propres moteurs, réduisant largement son carburant et donc sa durée de vie.
- Le 3 août, lors du vol d'une fusée Falcon 1, au moment de la séparation du premier et deuxième étage, la poussée résiduelle du moteur Merlin-1C du premier étage entraine une collision avec le deuxième étage et le lanceur ne parvient pas à atteindre son orbite. Les satellites Trailblazer, PreSat et NanoSail-D sont perdus dans l'opération, ainsi qu'une capsule funéraire contenant les cendres de plusieurs centaines de personnes.
- Le 16 août, l'Iran lance la fusée Safir, dont le deuxième étage fonctionne mal. Le but de ce vol n'est pas connu avec précision : avant le lancement, il était prévu de placer en orbite le satellite Omid, mais après le vol, la charge utile a été décrite comme un charge de test. D'autres rapports indiquent que le vol n'était qu'un test suborbital de la fusée. S'il s'agit d'une tentative de lancement orbital, c'est la première tentative iranienne de ce type.

### Synthèse des lancements
Au total, 69 lancements orbitaux sont effectués pendant 2008, deux de plus qu'en 2007. 67 atteignent leur orbite et 2 échouent (si le vol iranien est considéré de la sorte). L'année connaît également un certain nombre de vols suborbitaux. Le 21 février, un missile est utilisé pour détruire le satellite USA 193, un satellite espion qui était tombé en panne immédiatement après son lancement en 2006.
La Chine conduit 12 lancement orbitaux sur 15 prévus. L'Europe avait l'intention d'effectuer 7 lancements d'Ariane V, ainsi que le premier vol de la fusée Vega, mais des délais sur leur charge utile décalent l'un des lancements d'Ariane en 2009, et des retards de développement repoussent le lancement de Véga. L'Inde projetait initialement 5 à 7 lancements, mais 3 seulement sont effectués, principalement à cause de retard dans le développement de Chandraayan-1. Le Japon avait planifié 3 lancements pour 2008, mais un seul est effectué : H-IIA en février. La Russie et la CEI conduisent 26 lancements, sans compter les programmes internationaux Sea and Land qui en effectuent 6. Les États-Unis effectuent 14 lancements après en avoir initialement prévu plus, mais les problèmes techniques avec plusieurs fusées, particulièrement Atlas V, Delta II et Falcon 1, provoquent un certain nombre de retards. Les problèmes d'Atlas, combinés avec une succession de retards du lancement de NRO L-26 sur Delta IV, conduisent à n'effectuer que 2 des 10 lancements planifiés d'EELV. Deux des six lancements prévus de la navette spatiale sont repoussés à 2009, le premier à cause de problèmes à la livraison du réservoir externe, l'autre par suite d'une panne majeure du télescope spatial Hubble dont il devait assurer la maintenance.

## Lancements

### Chronologie
Les tirs de missiles et de fusées-sondes sont en grisé.

#### Janvier
| Date       | Lanceur         | Base de lancement | Type                | Charge utile   | Notes                 |
| 11 janvier | Black Brant IX  | White Sands       | Vol suborbital      | LIDOS          |                       |
| 15 janvier | Zenit-3SL       | Ocean Odyssey     | Orbite géosynchrone | Thuraya-3      | Télécommunications    |
| 17 janvier | Jéricho III     | Palmachim         | Vol suborbital      | —              | Test de missile       |
| 18 janvier | Black Brant IX  | Andøya            | Vol suborbital      | SCIFER-2       | Étude de l'ionosphère |
| 21 janvier | PSLV-CA         | Satish Dhawan     | Orbite basse        | TecSAR         | Observation Radar     |
| 25 janvier | Shaheen-I       | Sonmiani          | Vol suborbital      | —              |                       |
| 28 janvier | Proton-M/Briz-M | Baïkonour         | Orbite géosynchrone | Ekspress AM-33 | Télécommunications    |
| 31 janvier | HotPay-2        | Andøya            | Vol suborbital      | VS-30 Orion    | Étude de l'ionosphère |

#### Février
| Date       | Lanceur         | Base de lancement           | Type                | Charge utile    | Notes                                                |
| 4 février  | Safir           | Semnan                      | Vol suborbital      | Kavoshgar-1 ?   | Possible échec du lancement                          |
| 5 février  | Soyouz-U        | Baïkonour                   | Orbite basse        | Progress M-63   | Ravitaillement de la station spatiale internationale |
| 6 février  | S-310           | Uchinoura                   | Vol suborbital      | —               |                                                      |
| 7 février  | VSB-30          | Esrange                     | Vol suborbital      |                 | Expérience de microgravité                           |
| 7 février  | Atlantis        | Centre spatial Kennedy      | Orbite basse        | Mission STS-122 | à destination de la station spatiale internationale  |
| 11 février | Proton-M/Briz-M | Baïkonour                   | Orbite géosynchrone | Telenor         | Télécommunications                                   |
| 21 février | Missile RIM-161 | Croiseur USS Lake Erie (en) | Interception        | —               | Destruction du satellite USA 193                     |
| 21 février | VSB-30          | Esrange (Suède)             | Vol suborbital      |                 | Expérience de microgravité                           |
| 23 février | H-IIA 2024      | Tanegashima                 | Orbite géosynchrone | WINDS           | Télécommunications, technologie                      |
| 26 février | K-15 Sagarika   | INS Kalinga                 | Vol suborbital      | —               | Test de missile                                      |

#### Mars
| Date    | Lanceur           | Base de lancement          | Type                 | Charge utile           | Notes |
| 9 mars  | Ariane 5 ES       | Centre spatial guyanais    | Orbite basse         | Jules Verne            | Premier véhicule automatique européen de ravitaillement de la station spatiale internationale.                                         |
| 11 mars | Endeavour         |                            | Orbite basse         | Dextre / JEM ELM-PF    | Mission STS-123 à destination de la station spatiale internationale ; retour sur Terre le 27 mars                                      |
| 13 mars | Atlas V 411       | Vandenberg                 | Orbite de Molnia     | NRO L-28, USA-200      | Écoute électronique |
| 14 mars | Proton-M / Briz-M | Baïkonour                  | Orbite géosynchrone  | AMC-14                 | Télécommunications ; mauvais fonctionnement pendant la séparation du deuxième étage ; satellite placé sur la bonne orbite par la suite |
| 15 mars | Delta II 7925-9.5 | Cap Canaveral              | Orbite intermédiaire | USA-201, GPS IIR-19/M6 | Navigation |
| 19 mars | Zenit-3SL         | Ocean Odyssey              | Orbite géosynchrone  | DirecTV-11             | Télécommunications |
| 23 mars | Agni 1            | Integrated Test Range (en) | Vol suborbital       | —                      | Test de missile |
| 27 mars | Kosmos-3M         | Plessetsk                  | Orbite basse polaire | SAR-Lupe 4             | Reconnaissance radar |
| 28 mars | VSB-30            | Andøya                     | Vol suborbital       | Mini-DUSTY 14          | Étude de l'ionosphère |

#### Avril
| Date     | Lanceur               | Base de lancement    | Type                 | Charge utile                                                                                          | Notes |
| 2 avril  | LGM-30G Minuteman III | Vandenberg           | Vol suborbital       | GT-196GM                                                                                              | Test de missile                                                                                          |
| 8 avril  | Soyouz-FG             | Baïkonour            | Orbite basse         | Soyouz TMA-12                                                                                         | Relève de l'équipage de la station spatiale internationale ; première spationaute sud-coréenne           |
| 14 avril | Black Brant IX        | White Sands          | Vol suborbital       | Solar EUV Experiment                                                                                  | |
| 14 avril | Atlas V 421           | Cap Canaveral        | Orbite géosynchrone  | ICO G1                                                                                                | Télécommunications                                                                                       |
| 15 avril | Blue Sparrow          | F-15 Eagle israélien | Vol suborbital       | — | Test de missile                                                                                          |
| 16 avril | Pegasus-XL            | L-1011, Kwajalein    | Orbite basse         | C/NOFS (en)                                                                                           | Télédétection (militaire)                                                                                |
| 18 avril | Ariane 5 ECA          | Kourou               | Orbite géosynchrone  | Vinasat-1, Star One C2                                                                                | Télécommunications, Premier satellite vietnamien                                                         |
| 19 avril | Shaheen-II            | Sonmiani             | Vol suborbital       | — | Test de missile                                                                                          |
| 21 avril | Shaheen-II            | Sonmiani             | Vol suborbital       | — | Test de missile                                                                                          |
| 25 avril | Longue Marche 3C      | Xichang              | Orbite géosynchrone  | Tianlian-1                                                                                            | Premier vol                                                                                              |
| 26 avril | Soyouz-FG/Fregat      | Baïkonour            | Orbite intermédiaire | GIOVE-B                                                                                               | Positionnement                                                                                           |
| 28 avril | PSLV-C                | Satish Dhawan        | Orbite basse         | Cartosat-2A, TWSAT, CanX-2, Cute-1.7+APD II, Delfi-C3, AAUSAT-II, COMPASS-1, SEEDS-2, CanX-6, RUBIN-8 | Télédétection                                                                                            |
| 28 avril | Zenit-3SLB            | Baïkonour            | Orbite géosynchrone  | AMOS-3 (en)                                                                                           | Télécommunications, Premier vol de la fusée Zenit-3SLB ; orbite non atteinte, mais corrigée par la suite |

#### Mai
| Date    | Lanceur               | Base de lancement          | Type                  | Charge utile                                     | Notes                                                                           |
| 1er mai | Black Brant IX        | White Sands                | Vol suborbital        | —                                                | Astronomie UV                                                                   |
| 7 mai   | Agni-III              | Integrated Test Range LC-4 | Vol suborbital        |                                                  | Test de missile                                                                 |
| 8 mai   | UGM-133 Trident II    | USS Nebraska               | Vol suborbital        |                                                  | Test de missile                                                                 |
| 8 mai   | UGM-133 Trident II    | USS Nebraska               | Vol suborbital        |                                                  | Test de missile                                                                 |
| 14 mai  | Soyouz-U              | Baïkonour                  | Orbite basse          | Progress M-64                                    | Ravitaillement de la station spatiale internationale                            |
| 15 mai  | VSB-30                | Esrange                    | Vol suborbital        | MASER-11                                         | Expérience de microgravité                                                      |
| 21 mai  | Zenit-3SL             | plate-forme Ocean Odyssey  | Orbite géosynchrone   | Galaxy 18                                        | Télécommunications                                                              |
| 22 mai  | LGM-30G Minuteman III | Vandenberg                 | Vol suborbital        | GT-197GM                                         | Test de missile                                                                 |
| 23 mai  | Prithvi               | Integrated Test Range      | Vol suborbital        |                                                  | Test de missile                                                                 |
| 23 mai  | Rokot / Briz-KM       | Plessetsk                  | Orbite basse          | Kosmos 2437, Kosmos 2438, Kosmos 2439, Yubeleiny | Télécommunications                                                              |
| 27 mai  | Longue Marche 4C      | Taiyuan                    | Orbite héliosynchrone | Feng Yun 3A                                      | Météorologie                                                                    |
| 29 mai  | Tszyuylan-2           | Sous-marin P629, mer Jaune | Vol suborbital        |                                                  | Test de missile                                                                 |
| 31 mai  | Discovery             | Kennedy LC-39A             | Orbite basse          | /JEM-PM                                          | Mission STS-124, vol habité à destination de la station spatiale internationale |

#### Juin
| Date    | Lanceur            | Base de lancement     | Type                | Charge utile                                                                        | Notes                                                          |
| 5 juin  | TR-SRBM            | USS Tripoli, Kauai    | Vol suborbital      |                                                                                     | Test de missile, AEGIS Tir sur cible                           |
| 9 juin  | Longue Marche 3B   | Xichang LA-2          | Orbite géosynchrone | Chinasat 9                                                                          | Télécommunications                                             |
| 11 juin | Delta II 7920H-10C | Cape Canaveral        | Orbite basse        | FGST (GLAST)                                                                        | Astronomie gamma                                               |
| 12 juin | Ariane 5 ECA       | Kourou ELA-3          | Orbite géosynchrone | Skynet 5C, Türksat 3A                                                               | Télécommunications (télécommunications militaires pour Skynet) |
| 13 juin | MRT                | Barking Sands         | Vol suborbital      |                                                                                     | AEGIS Tir sur cible                                            |
| 13 juin | MRT                | Barking Sands         | Vol suborbital      |                                                                                     | AEGIS Tir sur cible                                            |
| 19 juin | Kosmos-3M          | Kapoustine Iar        | Orbite basse        | Orbcomm CDS-3, Orbcomm QL-1, Orbcomm QL-2, Orbcomm QL-3, Orbcomm QL-4, Orbcomm QL-5 | Télécommunications orbite basse (Constellation)                |
| 20 juin | Delta II 7320      | Vandenberg            | Orbite basse        | / Jason-2 (OSTM)                                                                    | Océanographie                                                  |
| 26 juin | TRBM               | C-17, Océan Pacifique | Vol suborbital      |                                                                                     | THAAD Tir sur cible                                            |
| 26 juin | Black Brant XI     | Wallops Island        | Vol suborbital      |                                                                                     |                                                                |
| 26 juin | Proton-K / DM-3    | Baïkonour             | Orbite géosynchrone | Kosmos 2440 (Prognoz)                                                               | Alerte avancée                                                 |
| 30 juin | Nike-Orion         | Andøya                | Vol suborbital      | ECOMA 2008-1                                                                        |                                                                |

#### Juillet
| Date       | Lanceur                | Base de lancement | Type                  | Charge utile          | Notes                                                                  |
| 7 juillet  | Nike-Orion             | Andøya            | Vol suborbital        | ECOMA 2008-2          |                                                                        |
| 7 juillet  | Ariane 5ECA            | Kourou ELA-3      | Orbite géosynchrone   | Badr-6, ProtoStar-1   | Télécommunications                                                     |
| 9 juillet  | Shahab-3               | Détroit d'Ormuz   | Vol suborbital        |                       | Test de missile                                                        |
| 9 juillet  | Shahab-2               | Détroit d'Ormuz   | Vol suborbital        |                       | Test de missile                                                        |
| 9 juillet  | Shahab-1               | Détroit d'Ormuz   | Vol suborbital        |                       | Test de missile                                                        |
| 10 juillet | Shahab-3               | Détroit d'Ormuz   | Vol suborbital        |                       | Test de missile                                                        |
| 12 juillet | Nike-Orion             | Andøya            | Vol suborbital        | ECOMA 2008-3          |                                                                        |
| 14 juillet | Terrier Orion (en)     | Wallops Island    | Vol suborbital        | SubTEC-II             |                                                                        |
| 16 juillet | Zenit-3SL              | Ocean Odyssey     | Orbite géosynchrone   | EchoStar 11           | Télécommunications                                                     |
| 18 juillet | UGM-27 Polaris (STARS) | Île Kodiak        | Vol suborbital        | FTX-03                | Tir sur cible                                                          |
| 22 juillet | Kosmos-3M              | Plesetsk          | Orbite basse polaire  | SAR-Lupe 5            | Reconnaissance radar                                                   |
| 26 juillet | Soyouz 2.1b            | Plessetsk         | Orbite héliosynchrone | Kosmos 2441 (Persona) | Imagerie optique (satellite perdu à la suite d'un problème électrique) |

#### Août
| Date     | Lanceur                  | Base de lancement              | Type                  | Charge utile                               | Notes                                                               |
| 1er août | R-29                     | RFS Ryazan, mer de Barents     | Vol suborbital        |                                            | Test de missile                                                     |
| 2 août   | S-520                    | Uchinoura                      | Vol suborbital        |                                            | Expérience de microgravité                                          |
| 3 août   | Falcon 1                 | Omelek                         | Orbite basse (prévue) | Trailblazer, PreSat, NanoSail-D, Explorers | Échec, Explosion au lancement                                       |
| 13 août  | LGM-30G Minuteman III    | Vandenberg                     | Vol suborbital        | GT-195GM                                   | Test de missile                                                     |
| 14 août  | Ariane 5 ECA             | Kourou ELA-3                   | Orbite géosynchrone   | Superbird 7, AMC-21                        | Télécommunications                                                  |
| 16 août  | Safir                    | Semnan                         | Orbite basse (prévue) | DemoSat                                    | Vol de test                                                         |
| 18 août  | Proton-M/Briz-M Enhanced | Baïkonour                      | Orbite géosynchrone   | Inmarsat-4 F3                              | Télécommunications maritimes, sauvetage en mer                      |
| 22 août  | ALV                      | MARS LP-0B                     | Vol suborbital        | SOAREX VI, Hy-BoLT                         |                                                                     |
| 25 août  | UGM-133 Trident II       | USS Louisiana, océan Pacifique | Vol suborbital        |                                            | Test de missile                                                     |
| 25 août  | UGM-133 Trident II       | USS Louisiana, océan Pacifique | Vol suborbital        |                                            | Test de missile                                                     |
| 28 août  | RT-2PM Topol (RS-12M)    | Plessetsk                      | Vol suborbital        |                                            | Test de missile                                                     |
| 29 août  | Dnepr-1                  | Baïkonour                      | Orbite basse          | Tachys, Mati, Choma, Choros, Trochia       | Constellation de cinq satellites d'observation de la Terre RapidEye |

#### Septembre
| Date         | Lanceur                         | Base de lancement               | Type                  | Charge utile                                    | Notes                                                |
| 6 septembre  | Longue Marche 2C                | Taiyuan                         | Orbite héliosynchrone | Huan Jing 1A, Huan Jing 1B                      | Télédétection                                        |
| 6 septembre  | Delta II 7420                   | Vandenberg                      | Orbite héliosynchrone | GeoEye-1 (en) (OrbView-5)                       | Imagerie                                             |
| 10 septembre | Soyouz-U                        | Baïkonour                       | Orbite basse          | Progress M-65                                   | Ravitaillement de la station spatiale internationale |
| 18 septembre |                                 | Kauai                           | Vol suborbital        |                                                 | Tir sur cible                                        |
| 18 septembre | RSM-56 Bulava (R-30)            | RFS Dmitri Donskoi, mer Blanche | Vol suborbital        |                                                 | Test de missile                                      |
| 19 septembre | Proton-M/Briz-M                 | Baïkonour                       | Orbite géosynchrone   | Nimiq-4                                         | Télécommunications                                   |
| 24 septembre | Chimera (Minuteman/Minotaur II) | Vandenberg LF-06                | Vol suborbital        | NFIRE 2b                                        | Tir sur cible                                        |
| 24 septembre | Zenit-3SL                       | Ocean Odyssey                   | Orbite géosynchrone   | Galaxy 19                                       | Télécommunications                                   |
| 25 septembre | Proton-M/DM-2                   | Baïkonour                       | Orbite intermédiaire  | Kosmos 2442, Kosmos 2443, Kosmos 2444 (GLONASS) | Positionnement                                       |
| 25 septembre | Longue Marche 2F                | Jiuquan                         | Orbite basse          | Shenzhou 7, Ban Xing, Shenzhou 7-GC             | Vol habité                                           |
| 28 septembre | Falcon 1                        | Omelek                          | Orbite basse          | RatSat                                          | Premier lancement réussi                             |

#### Octobre
| Date        | Lanceur               | Base de lancement                 | Type                  | Charge utile             | Notes                                                      |
| 1er octobre | Dnepr-1               | Dombarovskiy                      | Orbite basse          | THEOS (en)               | Imagerie                                                   |
| 11 octobre  | R-29RMU Sineva        | RFS Tula, mer de Barents          | Vol suborbital        |                          | Test de missile                                            |
| 12 octobre  | Soyouz-FG             | Baïkonour                         | Orbite basse          | Soyouz TMA-13            | Relève de l'équipage de la station spatiale internationale |
| 12 octobre  | RT-2PM Topol (RS-12M) | Plessetsk                         | Vol suborbital        |                          | Test de missile                                            |
| 12 octobre  | R-29R Vysota          | RFS Zelenograd, mer d'Okhotsk     | Vol suborbital        |                          | Test de missile                                            |
| 12 octobre  | R-29RM Shtil          | RFS Yekaterinburg, mer de Barents | Vol suborbital        |                          | Test de missile                                            |
| 19 octobre  | Pegasus-XL / Star-27  | L-1011 Stargazer, Kwajalein       | Orbite haute          | IBEX                     | Scientifique                                               |
| 20 octobre  | Black Brant IX        | White Sands                       | Vol suborbital        |                          | Astronomie UV                                              |
| 22 octobre  | PSLV-XL               | Satish Dhawan                     | Orbite lunaire        | Chandrayan-1, MIP        | Orbiteur et impacteur lunaires                             |
| 22 octobre  | RS-18 UR-100N         | Baïkonour                         | Vol suborbital        |                          | Test de missile                                            |
| 22 octobre  | Nike-Orion            | Esrange                           | Vol suborbital        | REXUS-4                  | Recherche étudiante                                        |
| 25 octobre  | Longue Marche 4B      | Taiyuan                           | Orbite basse          | Shi Jian 6E, Shi Jian 6F | Scientifique                                               |
| 25 octobre  | Delta II 7420-10      | Vandenberg                        | Orbite héliosynchrone | COSMO-3                  | Reconnaissance radar (civil et militaire)                  |
| 29 octobre  | Longue Marche 3B      | Xichang LA-3                      | Orbite géosynchrone   | Venesat-1                | Télécommunications                                         |

#### Novembre
| Date         | Lanceur                    | Base de lancement                  | Type                | Charge utile                    | Notes                                                               |
| 1er novembre |                            | Barking Sands                      | Vol suborbital      |                                 | Tir sur cible                                                       |
| 1er novembre | RIM-161 Standard Missile 3 | USS Paul Hamilton, océan Pacifique | Vol suborbital      |                                 | Test d'inteception                                                  |
| 1er novembre |                            | Barking Sands                      | Vol suborbital      |                                 | Tir sur cible                                                       |
| 1er novembre | RIM-161 Standard Missile 3 | USS Hopper, océan Pacifique        | Vol suborbital      |                                 | Test d'interception                                                 |
| 5 novembre   | Longue Marche 2D           | Jiuquan                            | Orbite basse        | Chuang Xin 1B, Shiyan Weixing 3 | Météorologie et Technologie                                         |
| 5 novembre   | LGM-30G Minuteman III      | Vandenberg                         | GT-198GM            | Vol suborbital                  | Test de missile                                                     |
| 5 novembre   | Proton-M/Briz-M            | Baïkonour                          | Orbite géosynchrone | Astra 1M                        | Télécommunications                                                  |
| 12 novembre  | Shaurya                    | Integrated Test Range              | Vol suborbital      |                                 | Test de missile                                                     |
| 12 novembre  | Sajjil                     | Iran                               | Vol suborbital      |                                 | Test de missile                                                     |
| 13 novembre  | M51                        | CEL                                | Vol suborbital      |                                 | Test de missile                                                     |
| 14 novembre  | Soyouz-U                   | Plessetsk                          | Orbite basse        | Kosmos 2445 (Kobalt-M)          | Imagerie optique                                                    |
| 14 novembre  | Black Brant IX             | White Sands                        | Vol suborbital      |                                 |                                                                     |
| 15 novembre  | Endeavour                  | Kennedy                            | Orbite basse        | STS-126, Leonardo MPLM, PSSC    | Mission STS-126 à destination de la station spatiale internationale |
| 19 novembre  |                            | Barking Sands                      | Vol suborbital      |                                 | Tir sur cible                                                       |
| 19 novembre  | RIM-161 Standard Missile 3 | JDS Chōkai, océan Pacifique        | Vol suborbital      |                                 | Test d'interception                                                 |
| 26 novembre  | Soyouz-U                   | Baïkonour                          | Orbite basse        | Progress M-01M                  | Ravitaillement de la station spatiale internationale                |
| 26 novembre  | RS-24 Yars                 | Plessetsk                          | Vol suborbital      |                                 | Test de missile                                                     |
| 26 novembre  |                            | Iran                               | Vol suborbital      | Kavoshgar-2                     | Vol de test                                                         |
| 28 novembre  | RSM-56 Bulava (R-30)       | RFS Dmitri Donskoi, mer Blanche    | Vol suborbital      |                                 | Test de missile                                                     |

#### Décembre
| Date         | Lanceur                  | Base de lancement  | Type                  | Charge utile                                    | Notes                |
| 1er décembre | Longue Marche 2D         | Jiuquan LA-4/SLS-2 | Orbite héliosynchrone | Yaogan-4                                        | Télédétection        |
| 2 décembre   | Molniya-M/2BL            | Plessetsk          | Orbite de Molnia      | Kosmos 2446 (Oko)                               | Défense anti-missile |
| 5 décembre   | VS-30-Orion              | SvalRak            | Vol suborbital        | ICI-2                                           |                      |
| 5 décembre   | UGM-27 Polaris (STARS)   | Île Kodiak         | Vol suborbital        | FTG-05                                          | Tir sur cible        |
| 5 décembre   | Ground Based Interceptor | Vandenberg         | Vol suborbital        | FTG-05                                          | Tir sur cible        |
| 10 décembre  | Proton-M/Briz-M Enhanced | Baïkonour          | Orbite géosynchrone   | Ciel-2                                          | Télécommunications   |
| 15 décembre  | Longue Marche 4B         | Taiyuan LA-2       | Orbite héliosynchrone | Yaogan-5                                        | Télédétection        |
| 20 décembre  | Ariane 5ECA              | Kourou ELA-3       | Orbite géosynchrone   | Hot Bird 9, Eutelsat W2M                        | Télécommunications   |
| 23 décembre  | Longue Marche 3A         | Xichang LA-2       | Orbite géosynchrone   | Feng Yun 2E                                     | Météorologie         |
| 23 décembre  | RSM-56 Bulava            | RFS Dmitry Donskoi | Vol suborbital        |                                                 | Test de missile      |
| 25 décembre  | Proton-M/DM-2 Enhanced   | Baïkonour          | Orbite intermédiaire  | Kosmos 2447, Kosmos 2448, Kosmos 2449 (GLONASS) | Positionnement       |

### Vol orbitaux

#### Général
- Premier lancement : 15 janvier ;
- dernier lancement : 25 décembre ;
- total : 69 ;
- succès : 66 ;
- échecs : 2 ;
- échec partiel : 1 ;
- catalogués : 67.

#### Par pays
| Pays                                      | Lancements | Succès | Échecs | Échecs partiels | Remarques                               |
| ----------------------------------------- | ---------- | ------ | ------ | --------------- | --------------------------------------- |
| Europe                                    | 6          | 6      | 0      | 0               |                                         |
| Inde                                      | 3          | 3      | 0      | 0               |                                         |
| International                             | 6          | 6      | 0      | 0               | Sea Launch et Land Launch               |
| Iran                                      | 1          | 0      | 1      | 0               | Première tentative de lancement orbital |
| Japon                                     | 1          | 1      | 0      | 0               |                                         |
| Chine                                     | 11         | 11     | 0      | 0               |                                         |
| Russie/ Communauté des États indépendants | 26         | 25     | 0      | 1               |                                         |
| États-Unis                                | 14         | 13     | 1      | 0               |                                         |

#### Par lanceur
| Lanceur          | Pays          | Lancements | Succès | Échecs | Échecs partiels | Remarques                               |
| ---------------- | ------------- | ---------- | ------ | ------ | --------------- | --------------------------------------- |
| Ariane 5ES       | Europe        | 1          | 1      | 0      | 0               | Premier vol                             |
| Ariane 5ECA      | Europe        | 5          | 5      | 0      | 0               |                                         |
| Atlas V          | États-Unis    | 2          | 2      | 0      | 0               |                                         |
| Delta II         | États-Unis    | 5          | 5      | 0      | 0               |                                         |
| Dnepr            | Ukraine       | 2          | 2      | 0      | 0               |                                         |
| H-IIA            | Japon         | 1          | 1      | 0      | 0               |                                         |
| Falcon 1         | États-Unis    | 2          | 1      | 1      | 0               | Premier vol réussi                      |
| Kosmos-3M        | Russie        | 3          | 3      | 0      | 0               |                                         |
| Longue Marche 2C | Chine         | 1          | 1      | 0      | 0               |                                         |
| Longue Marche 2D | Chine         | 2          | 2      | 0      | 0               |                                         |
| Longue Marche 2F | Chine         | 1          | 1      | 0      | 0               |                                         |
| Longue Marche 3A | Chine         | 1          | 1      | 0      | 0               |                                         |
| Longue Marche 3B | Chine         | 2          | 2      | 0      | 0               |                                         |
| Longue Marche 3C | Chine         | 1          | 1      | 0      | 0               | Premier vol                             |
| Longue Marche 4B | Chine         | 2          | 2      | 0      | 0               |                                         |
| Longue Marche 4C | Chine         | 1          | 1      | 0      | 0               |                                         |
| Molniya-M        | Russie        | 1          | 1      | 0      | 0               |                                         |
| Proton-K         | Russie        | 1          | 1      | 0      | 0               |                                         |
| Proton-M         | Russie        | 9          | 8      | 0      | 1               |                                         |
| Pegasus-XL       | États-Unis    | 2          | 2      | 0      | 0               |                                         |
| PSLV             | Inde          | 3          | 3      | 0      | 0               |                                         |
| Rokot            | Russie        | 1          | 1      | 0      | 0               |                                         |
| Safir            | Iran          | 1          | 0      | 1      | 0               | Première tentative de lancement orbital |
| Soyouz-2.1b      | Russie        | 1          | 1      | 0      | 0               |                                         |
| Soyouz-FG        | Russie        | 3          | 3      | 0      | 0               |                                         |
| Soyouz-U         | Russie        | 5          | 5      | 0      | 0               |                                         |
| Navette spatiale | États-Unis    | 4          | 4      | 0      | 0               |                                         |
| Zenit-3SL        | International | 5          | 5      | 0      | 0               |                                         |
| Zenit-3SLB       | International | 1          | 1      | 0      | 0               | Premier vol                             |

#### Par type d'orbite
| Orbite                 | Lancements | Succès | Échecs | Atteints par accident | Remarques                                                 |
| ---------------------- | ---------- | ------ | ------ | --------------------- | --------------------------------------------------------- |
| Basse                  | 36         | 34     | 2      | 0                     |                                                           |
| Moyenne                | 4          | 4      | 0      | 1                     |                                                           |
| Géosynchrone/transfert | 25         | 24     | 1      | 0                     |                                                           |
| Haute                  | 4          | 4      | 0      | 0                     | Y compris orbite de transfert lunaire et Orbite de Molnia |

## Survols et contacts planétaires
- 5 janvier : Cassini, 40e survol de Titan (1 010 km)
- 14 janvier : MESSENGER, 1er survol de Mercure (200 km)
- 22 février : Cassini, 41e survol de Titan (1 000 km)
- 12 mars : Cassini, survol d'Encélade (52 km)
- 25 mars : Cassini, 42e survol de Titan (1 000 km)
- 12 mai : Cassini, 43e survol de Titan (1 000 km)
- 25 mai : Phoenix, atterrissage sur Mars
- 28 mai : Cassini, 45e survol de Titan (1 400 km)
- 31 juillet : Cassini, 45e survol de Titan (1 613 km)
- 12 mars : Cassini, survol d'Encélade (54 km)
- 11 août : Rosetta, survol de (2867) Šteins (800 km)
- 6 octobre : MESSENGER, 2e survol de Mercure
- 9 octobre : Cassini, survol d'Encélade (25 km)
- 31 octobre : Cassini, survol d'Encélade (200 km)
- 3 novembre : Cassini, 46e survol de Titan (1 100 km)
- 8 novembre : Chandrayaan-1, entrée en orbite lunaire (périapside : 504 km ; apopaside : 7 502 km)
- 14 novembre : MIP, impact sur la Lune
- 3 novembre : Cassini, 47e survol de Titan (1 023 km)
- 3 novembre : Cassini, 48e survol de Titan (960 km)
- 3 novembre : Cassini, 49e survol de Titan (970 km)

Note : Cassini a également effectué des survols distants et non planifiés de Dioné, Encélade, Mimas, Téthys et Titan pendant l'année.

## Sorties extra-véhiculaires
- 30 janvier : Peggy Whitson, Daniel M. Tani - ISS (7 h 10 min)
- 11 février : Rex J. Walheim, Stanley G. Love - STS-122 (7 h 58 min)
- 13 février : Rex J. Walheim, Hans Schlegel - STS-122 (6 h 45 min)
- 15 février : Rex J. Walheim, Stanley G. Love - STS-122 (7 h 25 min)
- 14 mars : Richard M. Linnehan, Garrett Reisman - STS-123 (7 h 01 min)
- 15 mars : Richard M. Linnehan, Michael Foreman - STS-123 (7 h 8 min)
- 17 mars : Richard M. Linnehan, Robert L. Behnken - STS-123 (6 h 53 min)
- 20 mars : Robert L. Behnken, Michael Foreman - STS-123 (6 h 24 min)
- 22 mars : Robert L. Behnken, Michael Foreman - STS-123 (6 h 2 min)
- 3 juin : Mike Fossum, Ron Garan - STS-124 (6 h 48 min)
- 5 juin : Mike Fossum, Ron Garan - STS-124 (7 h 11 min)
- 8 juin : Mike Fossum, Ron Garan - STS-124 (6 h 33 min)
- 10 juillet : Sergueï Volkov, Oleg Kononenko - ISS (6 h 18 min)
- 15 juillet : Sergei Volkov, Oleg Kononenko - ISS (5 h 54 min)
- 27 septembre : Zhai Zhigang, Liu Boming - Shenzhou 7 (22 min, première sortie extra-véhiculaire chinoise)
- 18 novembre : Heidemarie Stefanyshyn-Piper, Stephen G. Bowen - STS-126 (6 h 52 min)
- 20 novembre : Heidemarie Stefanyshyn-Piper, Robert S. Kimbrough - STS-126 (6 h 45 min)
- 22 novembre : Heidemarie Stefanyshyn-Piper, Stephen G. Bowen - STS-126 (6 h 45 min)
- 24 novembre : Stephen G. Bowen, Robert S. Kimbrough - STS-126 (6 h 7 min)
- 23 décembre : Michael Fincke, Iouri Lontchakov - ISS (5 h 38 min)

## Évènements
- Jeudi 21 février 2008 : Destruction du satellite-espion USA 193 en perdition par un missile antibalistique de l'US Navy

- Jeudi 3 avril 2008 : Le vaisseau-ravitailleur européen, ATV Jules Verne, s'est amarré à l'arrière de la station spatiale internationale sur le module russe Zvezda.

- Vendredi 18 avril 2008 :
  - Le directeur du département des missions d'exploration de la Nasa, Carl Walz, indique que des installations construites sur la surface de la Lune permettront à des astronautes, à partir de 2020, de séjourner pour des périodes d'au moins six mois. Les acheminements seront assurés par le vaisseau spatial Orion et le lanceur Arès, en cours de réalisation.
  - La fusée Ariane 5 a mis sur orbite deux nouveaux satellites : Star One C2, construit par Thales Alenia Space, pour le Brésil et Vinasat-1, construit par Lockheed Martin, pour le Viêt Nam.

- Samedi 19 avril 2008 : La capsule spatiale Soyouz TMA-11, connait un retour tourmenté sur terre, en atterrissant avec 20 minutes de retard à 420 km de la zone prévue, en commençant à prendre feu. Parmi les astronautes, sains et saufs, l'américaine Peggy Whitson, l'ingénieur russe Youri Malenchenko et la sud-coréenne Yi So-yeon. Selon les premiers éléments, le module a effectué un atterrissage balistique en suivant une trajectoire plus courte que prévu et plus abrupte, et en développant une charge de gravité huit supérieure à celle d'une procédure normale.

- Vendredi 25 avril 2008 : Le vaisseau-ravitailleur européen, ATV Jules Verne, a rehaussé la station spatiale internationale de 4,7 kilomètres. La manœuvre a duré 13 minutes. D'une masse actuelle de 280 tonnes, la station située sur une orbite basse à 350 km d'altitude doit être relevée à peu près chaque mois du fait de son frottement avec l'atmosphère résiduelle qui est encore présente à cette altitude. L'ATV procèdera à d'autres relèvements en juin, en juillet et en août. En septembre, une fois que l'ATV sera remplie de déchets, elle partira se désintégrer au-dessus de l'Océan pacifique.

- Samedi 26 avril 2008 : Après plusieurs retards depuis deux ans, le second satellite expérimental, Giove-B, construit par Astrium, Thales et Alenia Space, est lancé par Starsem avec une fusée russe Soyouz, depuis le cosmodrome de Baïkonour au Kazakhstan et placé sur orbite à 23 200 km d'altitude. Ce deuxième satellite de 500 kg doit remplacer le premier Giove-A lancé en décembre 2005 et bientôt en fin de vie. Giove-B va servir à tester plusieurs dispositifs techniques innovants. Il est notamment doté d'une horloge maser à hydrogène passif, "la plus précise qui ait jamais volé" [1]. Sa stabilité sera de l'ordre de la nanoseconde par 24 heures.

- Lundi 28 avril 2008 : L'Inde réussit l'exploit de déployer d'un seul coup dix satellites en orbite. La fusée Polar Satellite Launch Vehicle (PSLV) a été lancée depuis le Centre spatial de Satish Dhawan (État de l'Andhra Pradesh). Elle transportait deux satellites indiens, dont Cartosat-2A, et huit micro-satellites développés par des instituts de recherche canadien et allemand, chacun pesant entre 3 et 16 kg.

- Lundi 19 mai 2008 : L'Agence spatiale européenne lance une campagne de recrutement de ses futurs astronautes. Elle espèrent recueillir au moins 20 000 candidatures en provenance des 17 pays membres. L'entraînement se déroulera sur une année sur le site de la Cité des étoiles à Moscou pour des missions de quinze jours.

- Vendredi 13 juin 2008 : Une fusée Ariane V lance deux satellites de télécommunication, un satellite militaire britannique (Skynet 5C) et un satellite civil turc (Tursat 3A). Il s'agit du 25e succès d'affilée de la fusée européenne.

- Jeudi 26 juin 2008 : 8 413 européens de dix-sept États ont répondu à l'appel de l'Agence spatiale européenne dans le cadre de sa campagne de recrutement des futurs astronautes lancée le 19 mai dernier. Finalement seuls quatre titulaires et quatre remplaçants seront sélectionnés pour effectuer des missions de six mois à bord de la station spatiale internationale. Parmi les candidats 22,1 % de Français, 21,4 % d'Allemands, 11,0 % d'Italiens, 9,8 % de Britanniques et 9,4 % d'Espagnols.

- Vendredi 14 novembre 2008 : Lancement de la navette Endeavour depuis le Centre spatial Kennedy avec sept astronautes à bord. Il s'agit de la 27e mission d'une navette vers l'ISS pour livrer 14,5 tonnes de matériels et d'équipement. Durant les douze jours de la mission, les astronautes installeront divers éléments de confort et de travail qui permettront d'accueillir désormais six occupants permanents au lieu de trois actuellement[2].

- Dimanche 30 novembre 2008 : Le nouveau vaisseau cargo russe Progress M-01M, appareil sans pilote, s'est arrimé avec succès à la Station spatiale internationale (ISS), pour un ravitaillement en carburant, en oxygène, en eau et en matériel technique. Il a aussi apporté les cadeaux de Noël pour les trois membres de l'équipage, un cosmonaute russe et deux astronautes américains.

- Mardi 16 décembre 2008 : La Asia-Pacific Space Cooperation Organization devient opérationnelle.

- Samedi 20 décembre 2008 :
  - La Nasa lance un appel d'offres pour la vente des trois navettes spatiales mythiques — Endeavour, Atlantis et Discovery — de la flotte américaine qu'elle prévoit de mettre au rebut en septembre 2010, après 30 ans de services. Chacune des navettes, dont le coût est estimé à un milliard de dollars, est proposée à des musées ou d'autres organisations éducatives pour un prix de 42 millions de dollars, frais de transport en avion compris. Un des trois orbiteurs est déjà destiné au Musée National de l'Air et de l'Espace à Washington[3].
  - Une fusée Ariane V lance, avec succès depuis la base de Kourou, deux satellites de télécommunication pour Eutelsat — Hot Bird 9 et W2M. C'est le sixième tir réussi de la fusée Ariane 5 pour 2008 et le 186e tir réussi d'une fusée Ariane depuis décembre 1979. Hot Bird 9 assurera la diffusion des programmes de télévision par câble et satellite en Europe, au Moyen-Orient et en Afrique du Nord. W2M offrira une « large gamme de services, depuis la diffusion de programmes de télévision, l'alimentation de réseaux de données, jusqu'à l'accès au haut débit » en Europe, en Afrique du Nord, au Moyen-Orient, avec également un faisceau pour les îles de l'océan Indien[4].